# Aktív töltőkábel

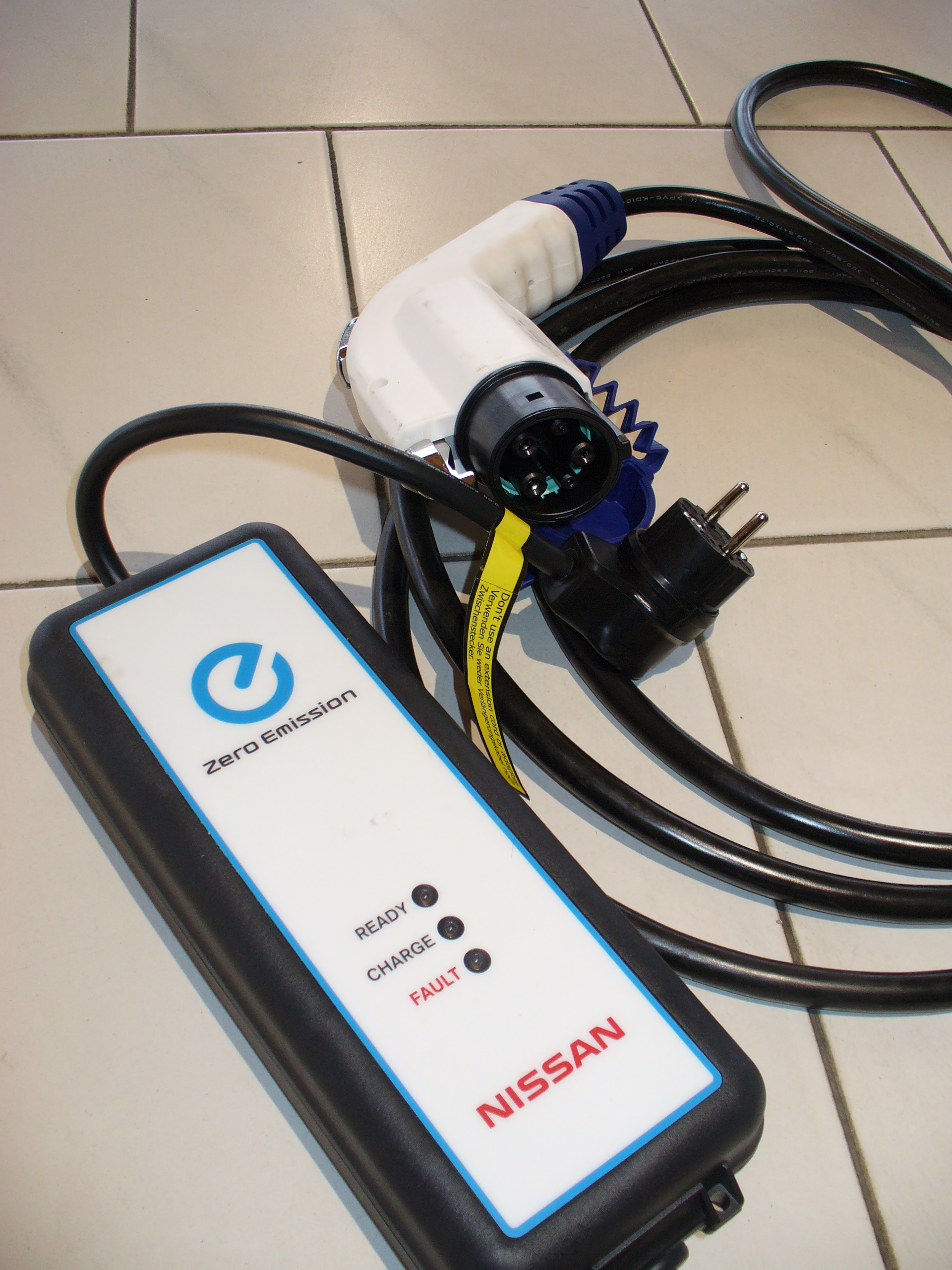
Első generációs Nissan Leaf aktív töltőkábele

Az aktív töltőkábel (angol nyelvterületen: In-Cable Control Box, ICCB) egy olyan eszköz, amellyel elektromos autók töltését lehet elvégezni nem kifejezetten erre a célra rendszeresített hagyományos hálózati konnektorról.
A vezetékbe iktatott elektronika működése közben biztonsági és kommunikációs feladatokat lát el, amelyeket egy villanyautók töltésére készített töltőállomásnak is mindenképpen tudnia kell. Bizonyos aktív töltőkábeleknél lehetőség van a töltőáram kiválasztására 16 amperes felső határig, ugyanakkor az egyszerűbb típusok áramfelvétele legfeljebb 10 amper lehet.
Használatos még a vésztöltő elnevezés is utalván ezzel arra, hogy csak akkor célszerű használni ha más, kifejezetten villanyautó töltésére telepített berendezés nem áll rendelkezésre.

## Feladata és működése

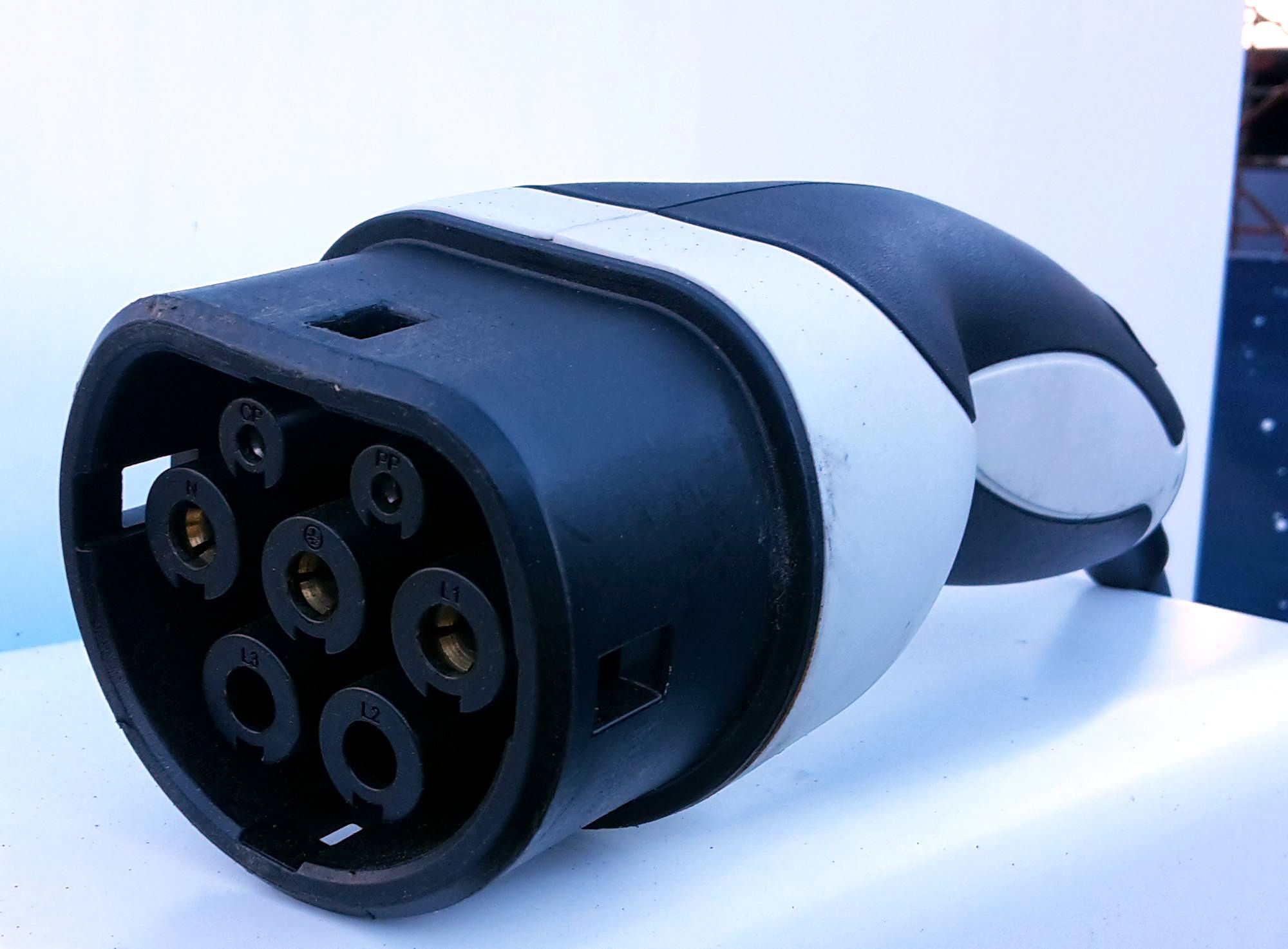
Type 2 csatlakozódugó

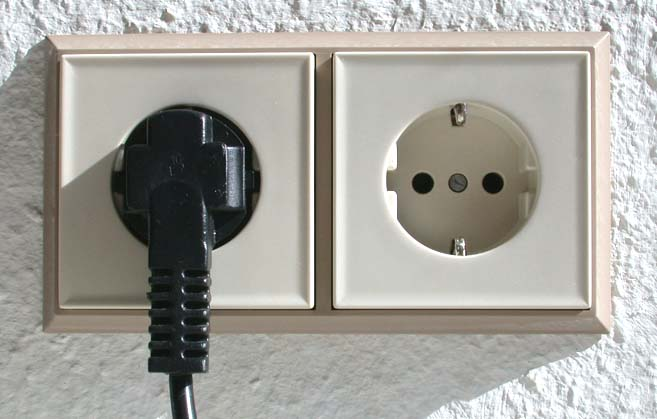
Háztartási csatlakozók

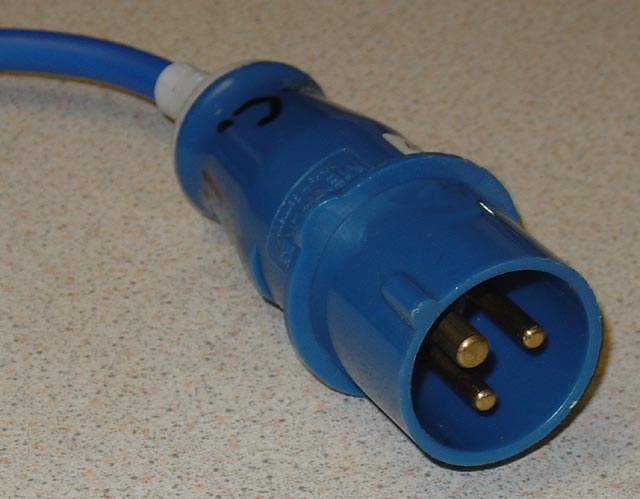
Egyfázisú, 16 A-es kemping (CEE-szabvány)

Európában a háromfázisú nagy teljesítményű elektromos hálózathoz a német Mennekes cég által fejlesztett, Type 2 csatlakozó terjedt el széles körben a villanyautók váltóáramról való töltésére. Ennek jelenleg a legnagyobb teljesítménye 43,5 kW. Ez a rendszer ugyanakkor lehetővé teszi a telepített töltőberendezés és az autó közötti kommunikációt is. Csatlakozás után az autó elektronikája tájékoztatja a töltőállomást arról, hogy mekkora teljesítmény felvételére képes éppen, majd a töltőállomás ennek megfelelően állítja ezt be, és a töltés folyamán az autó aktuális igényének megfelelően folyamatosan szabályozza.

Villanyautók meghajtó akkumulátorát gyakran háztartási elektromos hálózatról töltik. Az egyfázisú háztartási konnektorokat 16 amperes rövid idejű és 10 amperes hosszan tartó terhelésre tervezték. Folyamatos 16 amperes terheléshez már legalább az úgynevezett kemping csatlakozó (CEE csatlakozó) szükséges. Továbbá ezek a csatlakozók nem rendelkeznek az ehhez feltétlenül szükséges biztonsági jellemzőkkel.
Az aktív töltőkábel ilyen esetben képes az alábbi vezérlési és védelmi feladatokat ellátni miközben szigorúan szabályozza a töltési teljesítményt:
- polaritás meghatározása és a földelés ellenőrzése
- a jármű fém karosszériája és a földelés közötti elektromos kapcsolat ellenőrzése
- szivárgó áram észlelése és szükség esetén a rendszer áramtalanítása
- a töltési folyamat felügyelete vagy kikapcsolása anomáliák esetén (például a korrodált érintkezők által okozott áramingadozások)
- a konnektor hőmérsékletének ellenőrzése és ennek függvényében az áramfelvétel szabályozása, túlmelegedés esetén leállítása

## Előnye
- Ajánlott villanyautótöltők jelenleg még Nyugat-Európában is csak elterjedési fázisban vannak, miközben a háztartási elektromos hálózat teljesen kiépült. Egy aktív töltőkábel tehát lehetőséget biztosít arra, hogy egy villanyautó szinte bárhol villamos energiához juthasson.

## Hátrányai
- A nem felügyelt vezeték hosszának minimalizálása és egyéb biztonsági okokból az elektronikát magába foglaló doboz közvetlenül a hálózati csatlakozó dugó mögött helyezkedik el. Ez elsősorban magasan elhelyezett konnektoroknál okozhat problémát azzal, hogy a nehéz vezérlőelektronika a csatlakoztatás után a levegőben lóg és a csatlakozó dugót a dugaljjal együtt lefelé feszíti. Ilyen esetben az elektronikát tartalmazó dobozt alá kell támasztani.
- Aktív töltőkábel használatakor a leghosszabb a töltési idő és a legkisebb a töltési teljesítmény, ami nagyobb töltési veszteséggel is jár.[4]
- Ha a konnektor és az aktív töltőkábel közé hosszabbítót iktatunk, akkor fennáll a lehetősége a konnektor veszélyes túlmelegedésének. Ugyanez történhet a felcsévélt állapotban használt hosszabbítóval is, ami szélsőséges esetben elektromos tüzet is okozhat.[5]

## Fordítás
- Ez a szócikk részben vagy egészben  az   In-Kabel-Kontrollbox című német Wikipédia-szócikk ezen változatának fordításán alapul.  Az eredeti cikk szerkesztőit annak laptörténete sorolja fel. Ez a jelzés csupán a megfogalmazás eredetét és a szerzői jogokat jelzi, nem szolgál a cikkben szereplő információk forrásmegjelöléseként.